# Francis Egerton (3e comte d'Ellesmere)
Francis Charles Granville Egerton (5 avril 1847 – 13 juillet 1914),, est un pair, militaire et auteur britannique de la famille Egerton. Il possède plusieurs chevaux de course et de vastes domaines. 3e comte d'Ellesmere, il prend le titre de vicomte Brackley entre 1857 et 1862

## Jeunesse
Né à Londres, il est le fils aîné de George Egerton, et de son épouse, Lady Mary Louisa, la plus jeune fille de John Campbell. En 1862, âgé de quinze ans seulement, il succède à son père comme comte,. Il fait ses études au Collège d'Eton puis au Trinity College de Cambridge, où il obtient son baccalauréat ès arts en 1867.

## Carrière
Le 13 mai 1864, il est commissionné comme cornette dans le régiment du duc de Lancaster's Own Yeomanry, dans lequel son père a précédemment servi et qui est commandé par son oncle, Algernon Egerton,. Il est promu capitaine en 1869. À partir du 14 avril 1875, il est également lieutenant-colonel commandant du 40e (3e Manchester) Lancashire Rifle Volunteer Corps (plus tard le 4e Volunteer Battalion, Manchester Regiment) succédant à son oncle.
Il est fait major dans le Yeomanry du duc de Lancaster en juillet 1884 et est confirmé au plein rang en octobre. Deux ans plus tard, Egerton devient lieutenant-colonel et reçoit en janvier 1891 le commandement du régiment.
En mars 1891, il se retire des volontaires et est nommé Colonel du 4e bataillon de volontaires du régiment de Manchester (plus tard le 7e bataillon du régiment de Manchester de la force territoriale),. Il se retire de la Yeomanry en janvier 1896 et devient colonel honoraire du régiment deux mois plus tard. Egerton reçoit la décoration des bénévoles (VD) en novembre de la même année.
Il est nommé Chevalier de Grâce de l'Ordre Vénérable de Saint Jean en 1908 et est avancé Chevalier de Justice en 1910. Il est juge de paix pour les comtés de Lancastre et Northampton et sous-lieutenant de Lancashire,.

## Famille
Le 9 décembre 1868, il épouse Lady Katherine Louisa Phipps, deuxième fille de George Phipps, 2e marquis de Normanby. Ils ont onze enfants, six filles et cinq fils,,.
- Mabel Laura Egerton (16 décembre 1869 - 25 novembre 1946)
- Alice Constance Egerton (12 novembre 1870 - 6 novembre 1932)
- Beatrice Mary Egerton (5 novembre 1871 - 7 septembre 1966); épouse George Kemp (1er baron Rochdale)
- John Egerton (14 novembre 1872-24 août 1944)
- Francis William George Egerton, (4 décembre 1874 - 4 avril 1948)
- Thomas Henry Frederick Egerton (10 septembre 1876 - 1er octobre 1953); épouse en 1902 Bertha Anson, fille du 3e comte de Lichfield
- Katherine Augusta Victoria Egerton (2 décembre 1877 - 27 octobre 1960); épouse Charles Hardy, (décédé le 11 novembre 1940)
- Wilfred Charles William Egerton (21 septembre 1879-27 décembre 1939)
- Leila Georgina Egerton (23 décembre 1881 - 22 août 1964)
- Helen Constance Egerton (24 septembre 1884 - 3 avril 1901)
- Reginald Arthur Egerton (6 juillet 1886-13 septembre 1904).

Egerton est décédé en 1914 et son fils aîné, John, lui succède. Sa femme lui a survécu jusqu'en 1926.